# František Falerski
František Falerski (3. dubna 1927 Praha – 6. září 1969) byl skaut, politický vězeň komunistického režimu a představitel organizace bývalých politických vězňů K 231.

## Stručný životopis
František Falerski se narodil v Praze v roce 1927 a byl v mládí formován církevními školami ale hlavně skautingem. Byl vedoucím Čtvrtého pražského oddílu Junáka. V roce 1949 byl zatčen a odsouzen (v procesu „Dagmar Skálová a spol.") k odnětí svobody. Jako politický vězeň komunistického režimu strávil deset let (1949 až 1959) za mřížemi. V pracovním táboře Rovnost vedl tajný roverský kmen (oddíl) a tamtéž na jaře 1950 ilustroval i tajně vytvořenou kolektivní „muklovskou básnickou sbírku“ Přadénko z drátů. Po propuštění z věznění byl nucen trávit život na okraji společnosti a vykonávat převážně dělnické profese. František Falerski je autorem deníků z let 1962 až 1968, z nichž čerpala Lucie Šmídová – autorka obsáhlé studie o jeho osobě. V atmosféře politického uvolnění Pražského jara 1968 se Falerski angažoval v ústředí organizace bývalých politických vězňů K 231. Zemřel v roce 1969.

## Život

### Rodina a studia
František Falerski se narodil 3. dubna 1927 v Praze. Po maturitě na Jiráskově gymnáziu v Praze v roce 1946 pokračoval ve vysokoškolském studiu  dějin umění a estetiky na filosofické fakultě. Od mládí se aktivně angažoval ve skautské organizaci (tam měl dvě přezdívky: Bonifác nebo Bonny) a již ve svých 18 letech (od roku 1945) vykonával funkci vedoucího Čtvrtého pražského oddílu Junáka. Klubovna tohoto junáckého oddílu se nalézala v Chotkových sadech v bývalém mlékárenském stánku.

### Protistátní aktivita
Koncem dubna a počátkem května roku 1949, když Falerski dovršil 22 let, se od Jiřího Navrátila dozvěděl o chystaném povstání, které mělo za cíl likvidaci totalitního komunistického režimu. V noci z 16. na 17. května 1949 se na Navrátilovu výzvu dostavil Falerski a další starší skauti (někteří ozbrojeni) a skautky na jedno z několika seřadišť (jedno z nich bylo právě u klubovny jejich oddílu). Shromáždění se hodlali zapojit do ozbrojeného vojenského převratu. Tento nevydařený pokus o státní převrat byl vyzrazen a koordinovanou zatýkací akcí státní bezpečnosti ve svém zárodku zmařen.

### Zatčení a věznění
Po zatčení (v květnu 1949) byl v srpnu 1949 František Falerski odsouzen Státním soudem v Praze v politickém procesu „Dagmar Skálová a spol.“ k trestu odnětí svobody v trvání 15 let, který byl navíc ještě spojen s peněžitým trestem 10 tisíc Kčs. Nakonec prožil za mřížemi 10 let (od roku 1949 do roku 1959). Mezi spoluvězni získal mimořádný respekt. V pracovním táboře Rovnost na Jáchymovsku vedl Falerski tajný roverský kmen (oddíl). Na jaře 1950 tajně sestavili vězni pracovního tábora Rovnost kolektivní vězeňský sborník poezie Přadénko z drátů, k níž Falerský dodal ilustrace. 

### Po roce 1959
Po propuštění z výkonu trestu vykonával dělnické profese a žil na okraji společnosti, což jej velmi tížilo. (Dochovaly se jeho deníky z let 1962 až 1968.) V atmosféře politického uvolnění Pražského jara 1968 se Falerski angažoval v ústředí organizace bývalých politických vězňů K 231. Zúčastnil se ustavujícího sněmu K 231, který se konal 31. března 1968 v Praze na ostrově Žofín, kde vystoupil jako třetí řečník (po generálu Ing. dr. Václavu Palečkovi a pedagogovi Jaroslavu Brodském). Následně byl Falerski zvolen jako člen do programové komise. Po invazi vojsk Varšavské smlouvy do Československa 21. srpna 1968 organizace bývalých politických vězňů zanikla.
František Falerski zemřel předčasně 6. září 1969 ve věku 42 let na infarkt. Je pohřben na pražském Motolském hřbitově. Jeho životní příběh zachytila Lucie Šmídová v publikaci Tři životy: František Falerski - skaut, politický vězeň a osobnost K 231 vydané v roce 2018 v nakladatelství Karolinum.

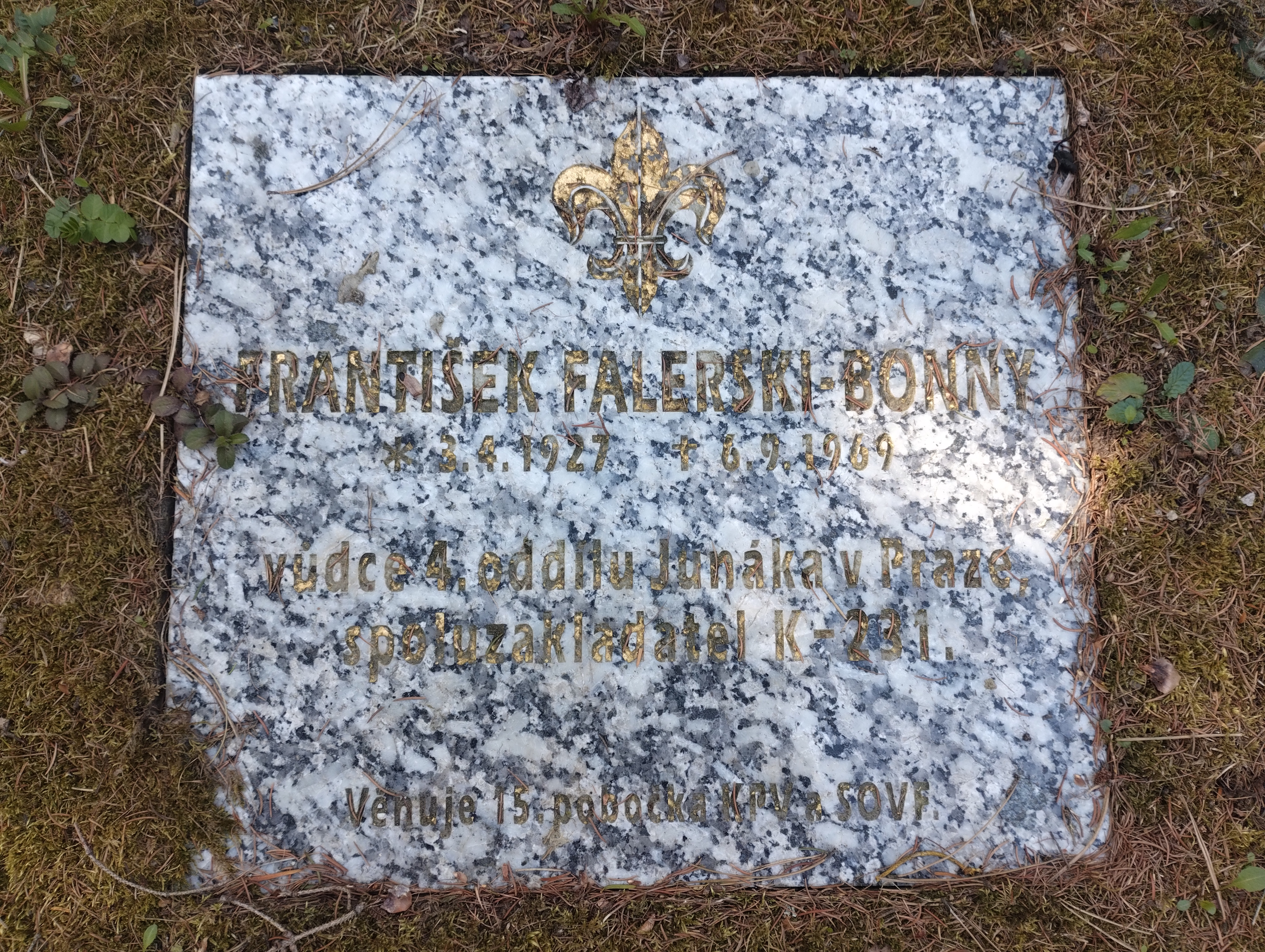
Deska se jménem Františka Falerskiho na Čestném pohřebišti politických vězňů, Motolský hřbitov, Praha 5

## Díla o Františku Falerském
- Šmídová, Lucie. Reflexe teroru, perzekuce a zvůle státní moci a jejich důsledků bývalým politickým vězněm Františkem Falerskim (článek). In: Časopis Národního muzea. Řada historická Praha : Národní muzeum, 2014 92 + 92 stran 1214-0627 Ročník 183, čísla 1 až 2 (2014), strany 35 až 48.[7]
- Šmídová, Lucie. Tři životy: František Falerski - skaut, politický vězeň a osobnost K 231. Vydání první. Praha: Univerzita Karlova, nakladatelství Karolinum, 2018; 145 stran; ISBN 978-80-246-3786-0.[7][4][p. 1]